# روبرت رايس
روبرت رايس (بالإنجليزية: Robert Rice)‏ (23 فبراير 1989 في المملكة المتحدة - ) هو لاعب كرة قدم بريطاني في مركز الظهير. لعب مع نادي فولهام وويكمب وندررز وBasingstoke Town F.C. ‏.

## وصلات خارجية
- روبرت رايس على موقع قاعدة بيانات كرة القدم.إي يو (الإنجليزية)
- روبرت رايس على موقع Soccerbase.com (لاعب) (الإنجليزية)